# Hyoscyamus
Hyoscyamus o és un petit gènere de plantes amb flors dins la família Solanàcia. Totes les seves espècies són tòxiques. Reben els noms populars de jusquiam o herba queixalera.

## Algunes espècies
- Hyoscyamus albus L. – Jusquiam blanc
- Hyoscyamus aureus L. –
- Hyoscyamus boveanus L.
- Hyoscyamus desertorum L.
- Hyoscyamus muticus L. –
- Hyoscyamus niger L. – jusquiam negre
- Hyoscyamus pusillus L.
- Hyoscyamus reticulatus L.[2]